# Jörg Kaessmann
Jörg Kaessmann (* 28. August 1968 in Gießen) ist ein ehemaliger deutscher Fußballtorwart.

## Karriere
Kaessmann wechselte von Eintracht Haiger zum Bundesligisten Borussia Mönchengladbach. Bei der Borussia war er hinter Uwe Kamps Ersatztorhüter. Den größten Erfolg seiner Karriere erzielte er im DFB-Pokal 1994/95, den er – allerdings ohne Einsatz – mit der Borussia gewinnen konnte. In der Folgesaison 1995/96 kam er zu seinem Debüt zwischen den Pfosten in der Bundesliga: Am dritten Spieltag gegen Bayer 04 Leverkusen hielt er seinen Kasten sauber, das Spiel endete 0:0. Nach der Saison 1996/97, in der Kaessmann ohne Einsatz blieb, wechselte er in die Niederlande zu Roda JC Kerkrade. Für Kerkrade bestritt er 14 Spiele, bevor er nach einer Spielzeit nach Deutschland zurückkehrte. Er spielte noch für den VfB Gießen und den SC Waldgirmes, wo er 2009 seine aktive Karriere beendete.